# Morcott
Morcott – wieś w Anglii, w hrabstwie Rutland. Leży 11 km na południowy wschód od miasta Oakham i 126 km na północ od Londynu. W 2001 miejscowość liczyła 329 mieszkańców.